# Municipio de Highland Center
El municipio de Highland Center (en inglés: Highland Center Township) es un municipio ubicado en el condado de Ramsey en el estado estadounidense de Dakota del Norte. En el año 2010 tenía una población de 43 habitantes y una densidad poblacional de 0,46 personas por km².

## Geografía
El municipio de Highland Center se encuentra ubicado en las coordenadas 48°30′18″N 98°22′22″O / 48.50500, -98.37278. Según la Oficina del Censo de los Estados Unidos, el municipio tiene una superficie total de 93.27 km², de la cual 92,72 km² corresponden a tierra firme y (0,59 %) 0,55 km² es agua.

## Demografía
Según el censo de 2010, había 43 personas residiendo en el municipio de Highland Center. La densidad de población era de 0,46 hab./km². De los 43 habitantes, el municipio de Highland Center estaba compuesto por el 97,67 % blancos, el 2,33 % eran de otras razas. Del total de la población el 2,33 % eran hispanos o latinos de cualquier raza.